# Білостоцький Юхим Ісайович
Білосто́цький Юхи́м Іса́йович (нар. 16 (28) червня 1893, Єлисаветград — 2 жовтня 1961, Київ) — український радянський скульптор, батько скульптора  Анатолія Білостоцького

## Біографія
Народився 16 (28) червня 1893 року у місті Єлисаветграді.
У 1913–1918 і 1919–1922 роках навчався в Одеському художньому училищі у К. Костанді та Б. Едуардса. З 1933 року працював скульптором. Член ВКП(б) з 1943 року.

Могила Юхима Білостоцького

Помер в Києві 2 жовтня 1961 року. Похований у Києві, на Байковому цвинтарі.

## Творчість
Основні роботи створив у співавторстві зі скульпторами Г. Пивоваровим та Е. Фрідманом. Широко відома їх композиція «В. І. Ленін та Й. В. Сталін в Горках» (1937), пам'ятники героям стратонавтам (1938, встановлено у Донецьку 1953), пам'ятник Амангельди Іманову для міста Кустаная (1943), Кузьмі Гурову у Донецьку (1954), Григорію Котовському в Умані (1957), Карлу Марксу та Фрідріху Енгельсу в Петрозаводську (1960), статуя В. І. Леніна у залі Верховної Ради УРСР (1961, демонтовано на початку 1990-х років) та ін.
Автор портретів М. Заньковецької (1936), П.Тичини (1937), («Партизанка Коваленко», 1945; «Богдан Хмельницький», 1954; «Михайло Фрунзе», 1955; «Антон Макаренко», 1957, Карлу Марксу та Фрідріху Енгельсу в Петрозаводську (1960) та ін., надгробків М. Заньковецької (1937) та М. Лисенка (1939) на Байковому кладовищі в Києві.

## Зображення

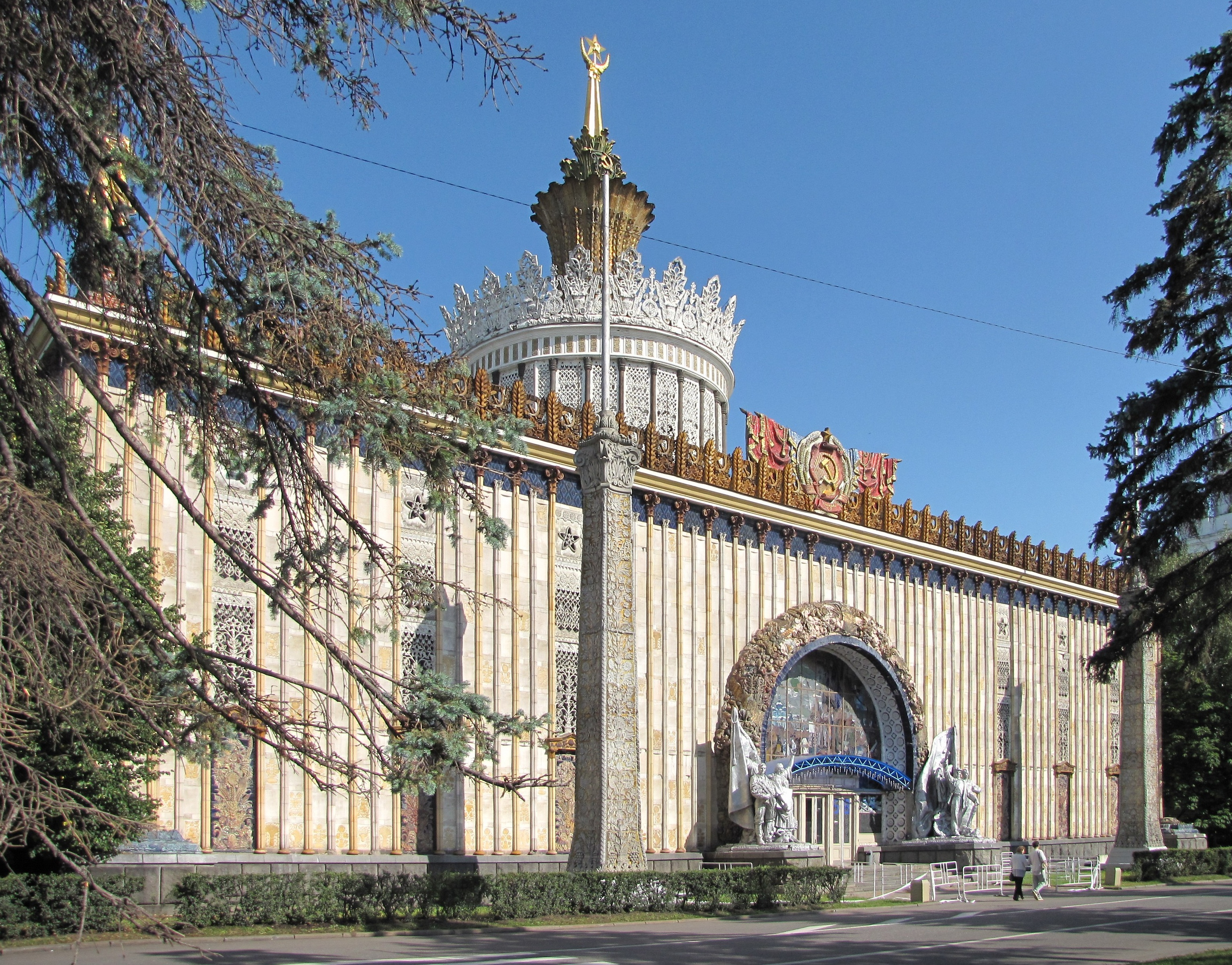
Павільйон «Україна» на ВДНГ у Москві
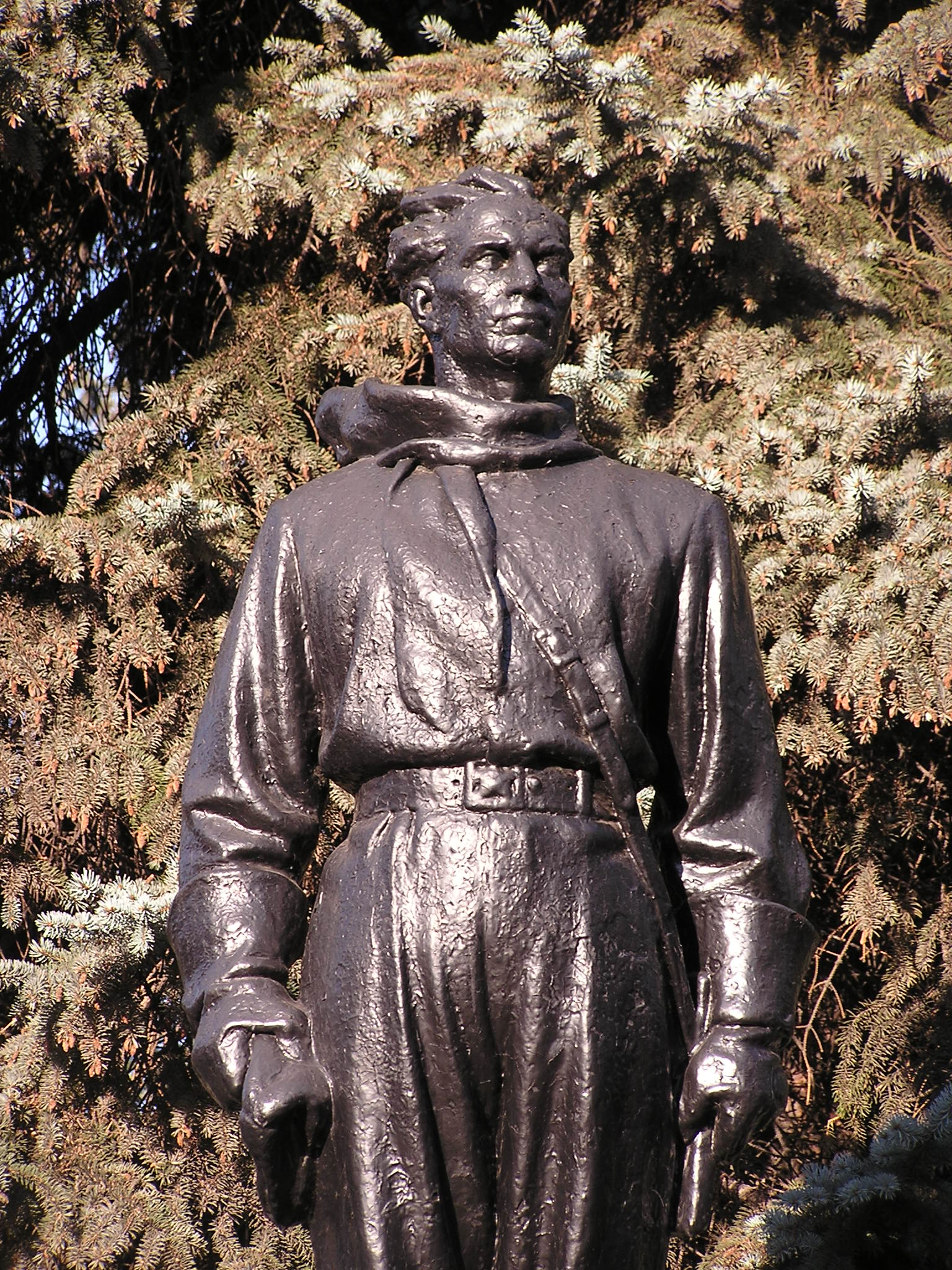
Пам'ятник стратонавтам у Донецьку (1953)
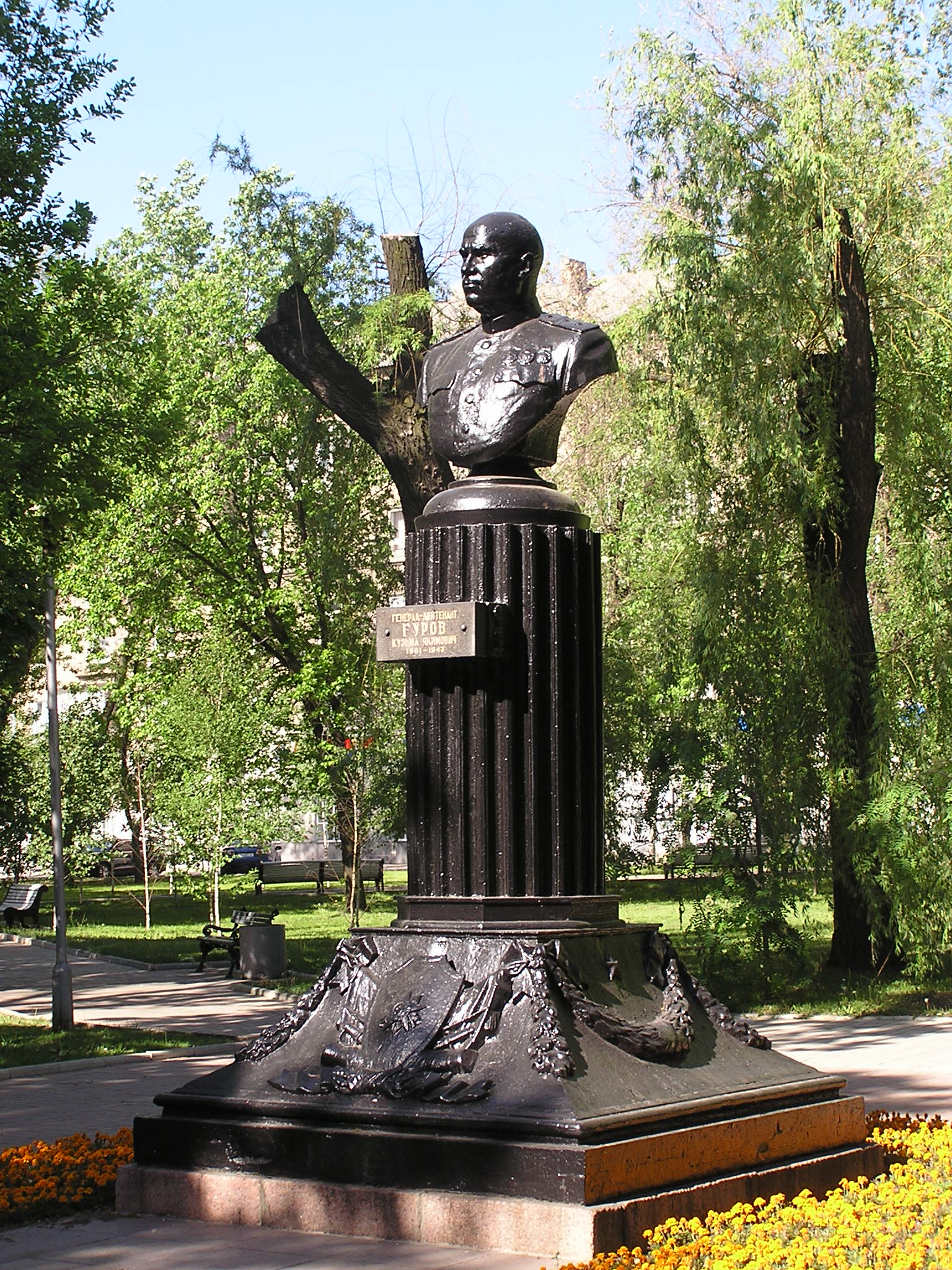
Пам'ятник Кузьмі Гурову у Донецьку (1954)
Пам'ятник Григорію Котовському в Умані (1957)
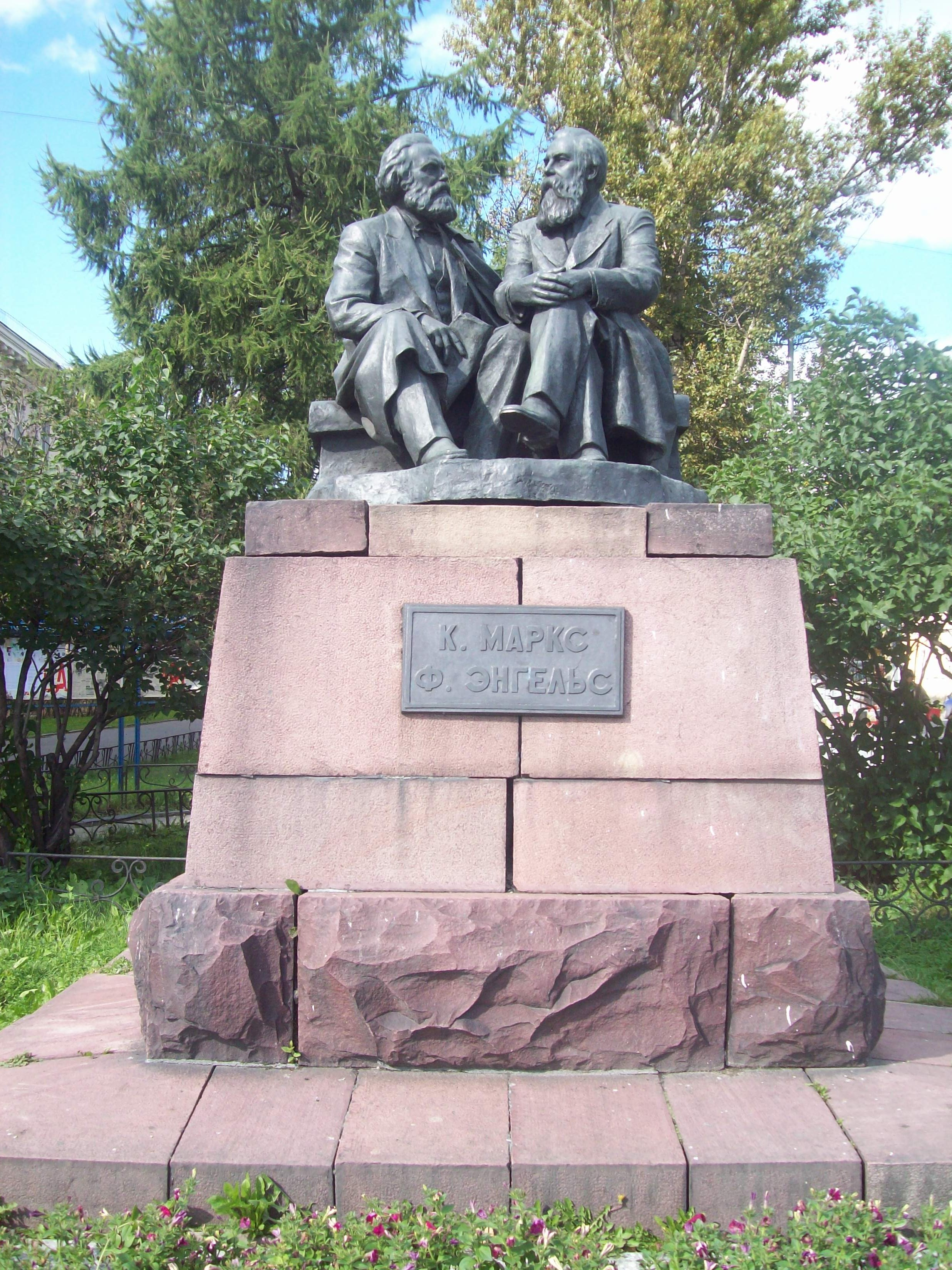
Пам'ятник Карлу Марксу та Фрідріху Енгельсу в Петрозаводську (1960)
Надгробок Марії Заньковецької на Байковому кладовищі
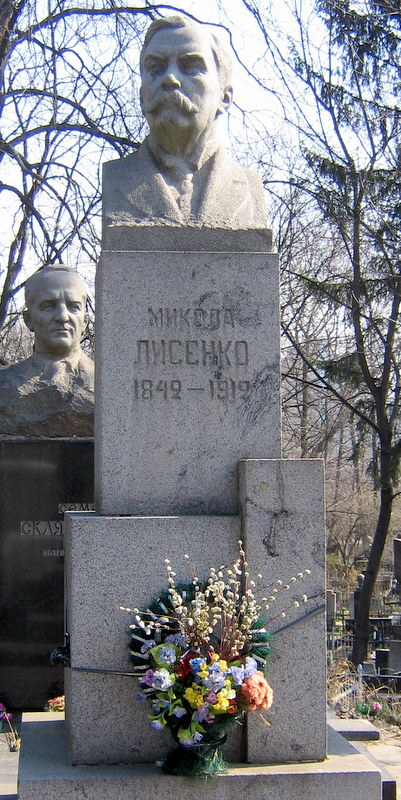
Надгробок Миколи Лисенка на Байковому кладовищі